# Nannophlebia amphicyllis
Nannophlebia amphicyllis is een libellensoort uit de familie van de korenbouten (Libellulidae), onderorde echte libellen (Anisoptera).
De wetenschappelijke naam Nannophlebia amphicyllis is voor het eerst geldig gepubliceerd in 1933 door Lieftinck.